# Barberino Tavarnelle
Barberino Tavarnelle is een gemeente in de Italiaanse metropolitane stad Florence (regio Toscane). Barberino Tavarnelle is een fusiegemeente die werd opgericht op 1 januari 2019 uit de fusie van de voormalige gemeentes Barberino Val d'Elsa en Tavarnelle Val di Pesa.
De volgende frazioni maken deel uit van de gemeente: Barberino Val d'Elsa, Linari, Marcialla, Morrocco, Petrognano, Sambuca Val di Pesa, San Donato in Poggio, Sosta del Papa, Tavarnelle Val di Pesa, Tignano, Vico d'Elsa
1. ↑  https://demo.istat.it/?l=it.